# José Mariano de Sardaneta y Llorente
José Mariano de Sardaneta y Llorente; Segundo Marqués de San Juan de Rayas ( 1761 – 1835) fue un rico propietario minero del estado de Guanajuato, participante en el movimiento de la Independencia de México, miembro de las órdenes de Guadalupe y Carlos III, miembro participante de Los Guadalupes por lo que fue aprehendido y exiliado a España, aunque no salió del puerto de Veracruz, de donde volvió para ser firmante del Acta de Independencia del Imperio Mexicano. Participó en el movimiento de independencia de septiembre de 1810.

## Biografía
Nacido en la ciudad de Guanajuato el 11 de diciembre de 1761, en el seno de una de las familias mineras y nobles más destacadas del virreinato, que hizo su fortuna por la mina Rayas descubierta en 1550 en Guanajuato, recibió una esmerada educación en su juventud en el colegio franciscano de San Juan de Letrán en la Ciudad de México, la cual acrecentó durante años con una extensa biblioteca y la realización de tertulias literarias, es en el año de 1787 que muere su padre  el primer Marqués de San Juan de Rayas, dejando a José Mariano como el único heredero de la mina de Rayas y otras explotaciones familiares.
Entre esta fecha y 1803 fue regidor y alcalde ordinario en el cabildo de la ciudad de Guanajuato, donde el 19 de junio recibió al entonces virrey José de Iturrigaray en el Real y Minas de Santa Fe de Guanajuato, llegando a tener una buena amistad con este, por lo que es aprehendido el 15 de septiembre de 1808 luego de descubierta la conspiración del virrey Iturrigaray. Junto con otros sospechosos fue exiliado a España, pero volvió al país el 6 de diciembre del mismo año.
En 1810 luego del Grito de Dolores y previo a la Toma de Guanajuato los ejércitos insurgentes se refugian en su hacienda de Burras, que ahora forma parte del pueblo de San José de los Llanos en Guanajuato, pero no es sino hasta 1811 que es acusado de subversión por la Corona, en base al testimonio de  Ignacio Allende quien además involucra a José María Fagoaga con quien luego firmaría el Acta de Independencia.
Un año luego es vuelto a nombrar junto con otros nobles como el conde de Santiago, el conde de Regla, el conde de Medina, el marqués de San Miguel, el marqués de Guardiola y muchos más, como parte de una conjura para destituir al virrey.
En octubre de 1814 el virrey Félix María Calleja y quien también es miembro de la orden militar de Guadalupe, lo relaciona como un conspirador contra la Corona y miembro de la sociedad de Los Guadalupes; Pero no es sino hasta el 18 de enero de 1816 que es aprehendido y encarcelado en La Ciudadela, con el cambio de virrey su proceso se detiene y tarda hasta el 17 de mayo su sentencia de destierro a España.
Pero solo llega hasta el puerto de Veracruz donde permanece hasta 1820, luego al parecer se establece en la Ciudad de México donde realiza parte de las gestiones para la entrada pacífica del Ejército Trigarante encabezado por Agustín de Iturbide, luego forma parte de los firmantes del Acta de Independencia del Imperio Mexicano y es nombrado miembro de la Junta Provisional Gubernativa.
Luego de terminada la guerra se retiró de la política tanto nacional como local, viviendo en su hacienda y mina, muriendo el 9 de enero de 1835 en la ciudad de Guanajuato donde fue enterrado en el templo de los franciscanos y el convento de San Diego, que él había patrocinado durante su vida.

## Homenaje posterior
En 1910 su nombre se inscribe en el Monumento a la Independencia en el Paseo de la Reforma en la Ciudad de México, bajo la estatua de la Paz como uno de los precursores de la Independencia.